# Pierre Magistretti
 (mars 2018).
Si vous disposez d'ouvrages ou d'articles de référence ou si vous connaissez des sites web de qualité traitant du thème abordé ici, merci de compléter l'article en donnant les références utiles à sa vérifiabilité et en les liant à la section « Notes et références ».
 (décembre 2019).
Pierre J. Magistretti, né en 1952 à Milan, est un médecin et neuroscientifique italo-suisse. Il est doyen de la faculté de Biologie et Sciences de l'Environnement à l'université Université des sciences et technologies du roi Abdallah[Quand ?] à Thuwal-Djeddah, en Arabie saoudite. Il est également professeur au Brain Mind Institute de l'EPFL.

## Contributions scientifiques
Son groupe de recherche a notamment découvert certains des mécanismes cellulaires et moléculaires qui sous-tendent le couplage entre l'activité neuronale et la consommation d'énergie par le cerveau,.
Le travail de Pierre Magistretti et de son équipe a démontré que les astrocytes peuvent détecter l'activité synaptique et le coupler à l'importation de glucose quand et où cela est nécessaire dans le registre étroit de l'activation neuronale.
En 2014, son groupe a révélé un rôle clé du lactate, dérivé de la molécule glycogène, produit par les astrocytes dans le cerveau, dans la potentialisation à long terme et la consolidation de la mémoire.

## Récompenses et distinctions
- 2016 : Co-lauréat avec les Professeurs David Attwell (Londres) et Marcus Raichle (St. Louis, MO-USA) du prix International de la Fondation Ipsen pour leurs travaux dans le domaine de la neuroénergétique.
- 2014 : Membre honoraire de l'Association chinoise de sciences physiologiques.
- 2011 : Camillo Golgi Award, par la Fondation Golgi.
- 2011 : Membre de l'American College of Neuropsychopharmacology (ACNP).
- 2009 : Prix Goethe de l’académie de psychanalyse par l'Association canadienne de psychologie.
- 2007 : Professeur au Collège de France à Paris, à la chaire internationale, pour l'année scolaire de 2007 à 2008.
- 2003 : Membre de l'Académie suisse des sciences médicales ad personam.
- 2002 : Reçoit la chaire Emil Kraepelin de l'Institut Max-Planck de psychiatrie à Munich.
- 2001 : Membre de l'Academia Europeae (physiologie et médecine).
- 2000 : Mc Donnel Visiting Scholar à l'École de médecine de l'Université de Washington.
- 1997 : Prix Théodore-Ott de l'Académie suisse des sciences médicales. Le plus prestigieux prix suisse en neurosciences, décerné uniquement tous les 5 ans.

## Publications
- Il a coécrit avec François Ansermet À Chacun son cerveau (2004), Neurosciences et psychanalyse (2010) et Les Énigmes du plaisir (2010) aux  éditions Odile Jacob.
- Il a écrit un roman avec son épouse Christine : La corne d'Ammon, les mystères du cerveau (novembre 2024), chez Odile Jacob.